# Guldborgsund Kommune
Guldborgsund Kommune er en kommune i Region Sjælland efter Kommunalreformen i 2007. Allerede den 15. november 2005 blev kommunalbestyrelsen, der i 2006 fungerede som sammenlægningsudvalg, valgt med Kaj Petersen som formand.
Guldborgsund Kommune opstod ved sammenlægning af flg.:
- Nykøbing Falster Kommune primært på Falster (men også inkluderende Toreby Sogn, der ligger på Østlolland)
- Nysted Kommune på Østlolland
- Nørre Alslev Kommune på Falster
- Sakskøbing Kommune på Østlolland
- Stubbekøbing Kommune på Falster
- Sydfalster Kommune på Falster

Guldborgsund Kommune ligner en kandidat til titlen som én af strukturreformens mest smidige og tillidsfulde fusioner. Det skrev Nyhedsmagasinet Danske Kommuner i et tema i januar 2006. Guldborgsund Kommune er en sammenlægning af seks kommuner omkring Guldborg Sund, nævnt ovenfor. Formanden for Sammenlægningsudvalget og den første borgmester for Guldborgsund blev Kaj Petersen, der indtil sammenlægningen var borgmester i Sakskøbing Kommune.
Per 1. januar 2015 havde Guldborgsund Kommune den tredjehøjeste andel af dårlige betalere registreret i RKI på landsplan med 8,96 %.
Guldborgsundkredsen er opstillingskreds i Sjællands Storkreds og blev oprettet i 2007.

## Uddannelsesinstitutioner
Købstaden Nykøbing Falster ligger midt i Guldborgsund Kommune og er på alle måder kommunens centrum. Den er uddannelsesby for hele Lolland-Falster og Sydsjælland og du finder her en bred vifte af uddannelsesmuligheder.  Uddannelserne er centreret i uddannelsesmiljøer, der giver gode muligheder for samarbejde og synergier og for et sammenhængende inspirerende studiemiljø.
I Nykøbing Falster findes følgende uddannelse:
- - 1 almen gymnasial uddannelse (STX)
  - 1 handelsgymnasial uddannelse (HHX)
  - 1 teknisk gymnasial uddannelse (HTX)
  - 17 erhvervsgymnasiale uddannelser (EUX)
  - 2 almene HF-uddannelser
  - 29 erhvervsuddannelses retninger
  - 16 erhvervsuddannelser med grund- og hovedforløb
  - 13 erhvervsuddannelser med grundforløb
- 8 videregående uddannelser, hvoraf de 3 er internationale
- En lang række voksen- og efteruddannelsestilbud på 4 udbudssteder
- Særlige tilbud til unge, der endnu ikke er klar til at påbegynde en ungdomsuddannelse
- Produktionsskole og korte uddannelser (EGU, KUU)

Uddannelsesinstitutioner:
- Nykøbing Katedralskole
- VUC Storstrøm
- CELF
- Professionshøjskolen Absalon
- Erhvervsakademi Sjælland
- Multicenter Syd

## Kommunalbestyrelse
| 11 |  | 3 | 2 | 5 | 2 | 5 |

| 25 | 4 |

| 7 | 2 | 5 | 4 | 4 | 6 |  |

| 20 | 9 |

| 9 |  |  | 6 | 7 | 4 |  |

| 20 | 9 |

| 6 |  | 11 | 7 | 3 |  |

| 19 | 10 |

| 9 | 2 |  |  | 7 | 6 | 2 |  |

| 16 | 13 |

| 9 | 2 |  | 6 |  | 2 | 2 | 2 |  |  | 2 |

| 18 | 11 |

### Nuværende byråd
| Navn                           | Parti                                    |
| ------------------------------ | ---------------------------------------- |
| Simon Hansen (Borgmester)      | Socialdemokratiet - 9 mandater           |
| Britta Lange                   | Socialdemokratiet - 9 mandater           |
| Katrine Burmann                | Socialdemokratiet - 9 mandater           |
| Kathrine Brønnes               | Socialdemokratiet - 9 mandater           |
| Dennis Fridthjof               | Socialdemokratiet - 9 mandater           |
| Ole Bronné Sørensen            | Socialdemokratiet - 9 mandater           |
| Dorthe Sølling                 | Socialdemokratiet - 9 mandater           |
| Martin Pedersen                | Socialdemokratiet - 9 mandater           |
| Henning Tønning                | Socialdemokratiet - 9 mandater           |
| John Brædder                   | Guldborgsundlisten - 7 mandater          |
| Martin Lohse                   | Guldborgsundlisten - 7 mandater          |
| Peter Bring-Larsen             | Guldborgsundlisten - 7 mandater          |
| Camillo Krog                   | Guldborgsundlisten - 7 mandater          |
| Laura Ljung                    | Guldborgsundlisten - 7 mandater          |
| Milad Rajabi                   | Guldborgsundlisten - 7 mandater          |
| Louise Sparre Flørning         | Guldborgsundlisten - 7 mandater          |
| René Christensen               | Dansk Folkeparti - 6 mandater            |
| Katrine Folmann von Arenstorff | Dansk Folkeparti - 6 mandater            |
| Stine Steffensen               | Dansk Folkeparti - 6 mandater            |
| Mona Jensby                    | Dansk Folkeparti - 6 mandater            |
| Jesper Blomberg                | Dansk Folkeparti - 6 mandater            |
| Bob Richard Nielsen            | Dansk Folkeparti - 6 mandater            |
| Ditte Rust                     | Venstre - 2 mandater                     |
| Ole K. Larsen                  | Venstre - 2 mandater                     |
| Johannes Kristensen            | Det Konservative Folkeparti - 2 mandater |
| Emma Holm                      | Det Konservative Folkeparti - 2 mandater |
| Annemette Schønberg            | Socialistisk Folkeparti - 1 mandat       |
| Paw Hallandson                 | Nye Borgerlige - 1 mandat                |
| Bente Lerche-Thomsen           | Enhedslisten - 1 mandat                  |

| Navn                | Skiftet fra                 | Skiftet til                 | Dato              |
| ------------------- | --------------------------- | --------------------------- | ----------------- |
| Camillo Krog        | Guldborgsundlisten          | Det Konservative Folkeparti | 15. februar 2022  |
| Chris Veber         | Løsgænger                   | Dit Guldborgsund            | 13. december 2022 |
| Camillo Krog        | Det Konservative Folkeparti | Løsgænger                   | 5. oktober 2023   |
| Paw Hallandson      | Nye Borgerlige              | Løsgænger                   | 9. januar 2024    |
| René Christensen    | Dansk Folkeparti            | Moderaterne                 | 14. februar 2024  |
| Jesper Blomberg     | Dansk Folkeparti            | Moderaterne                 | 14. februar 2024  |
| Bob Richard Nielsen | Dansk Folkeparti            | Danmarksdemokraterne        | 14. februar 2024  |
| Camillo Krog        | Løsgænger                   | Liberal Alliance            | 16. februar 2024  |
| Paw Hallandson      | Løsgænger                   | Sydhavslisten               | 12. juni 2024     |

| Udtrådt        | Indtrådt    | Parti                        | Dato              |
| -------------- | ----------- | ---------------------------- | ----------------- |
| Mona Jensby    | Chris Veber | Dansk Folkeparti / Løsgænger | 19. november 2022 |
| Dorthe Sølling | Yavuz Sari  | Socialdemokratiet            | 20. februar 2023  |

### Byrådet 2018-2022
| Navn                           | Parti                                    |
| ------------------------------ | ---------------------------------------- |
| John Brædder (borgmester)      | Guldborgsundlisten (11 mandater)         |
| Martin Lohse                   | Guldborgsundlisten (11 mandater)         |
| Peter Bring-Larsen             | Guldborgsundlisten (11 mandater)         |
| Camillo Krog                   | Guldborgsundlisten (11 mandater)         |
| Milad Rajabi                   | Guldborgsundlisten (11 mandater)         |
| Poul-Henrik Pedersen           | Guldborgsundlisten (11 mandater)         |
| René Fjeldsøe Sørensen         | Guldborgsundlisten (11 mandater)         |
| René Christensen               | Dansk Folkeparti (7 mandater)            |
| Jens Erik Boesen               | Dansk Folkeparti (7 mandater)            |
| Mona Jensby                    | Dansk Folkeparti (7 mandater)            |
| Katrine Folmann von Arenstorff | Dansk Folkeparti (7 mandater)            |
| Birgit Holse                   | Dansk Folkeparti (7 mandater)            |
| Per Christian Larsen           | Dansk Folkeparti (7 mandater)            |
| Chris Veber                    | Dansk Folkeparti (7 mandater)            |
| Bo Abildgaard                  | Socialdemokratiet (6 mandater)           |
| Britta Lange                   | Socialdemokratiet (6 mandater)           |
| Simon Hansen                   | Socialdemokratiet (6 mandater)           |
| Ole Bronné Sørensen            | Socialdemokratiet (6 mandater)           |
| Martin Pedersen                | Socialdemokratiet (6 mandater)           |
| Dennis Fridtjof                | Socialdemokratiet (6 mandater)           |
| Ole K. Larsen                  | Venstre (2 mandater)                     |
| Claus Bakke                    | Venstre (2 mandater)                     |
| Annemette Schønberg            | SF (1 mandat)                            |
| Bente Lerche-Thomsen           | Enhedslisten (1 mandat)                  |
| Johannes Kristensen            | Det Konservative Folkeparti (2 mandater) |
| Emma Holm                      | Det Konservative Folkeparti (2 mandater) |

### Borgmestre
| Navn         | Parti              | Periode                            |
| ------------ | ------------------ | ---------------------------------- |
| Kaj Petersen | Socialdemokratiet  | 1. januar 2007 - 31. december 2009 |
| John Brædder | Guldborgsundlisten | 1. januar 2010- 31. december 2021  |
| Simon Hansen | Socialdemokratiet  | 1. januar 2022-                    |

## Årets landsby
Hvert år uddeles prisen som "Årets Landsby" til en landsby i kommunen som kan eller gør noget særligt.
| År   | Landsby         |
| ---- | --------------- |
| 2000 | Slemminge       |
| 2001 |                 |
| 2002 |                 |
| 2003 |                 |
| 2004 |                 |
| 2005 |                 |
| 2006 |                 |
| 2006 |                 |
| 2007 |                 |
| 2008 |                 |
| 2009 | Tingsted        |
| 2010 | Slemminge       |
| 2011 | Vester Kippinge |
| 2012 | Horbelev        |
| 2013 | Hesnæs          |
| 2014 | Toreby          |
| 2015 |                 |
| 2016 |                 |
| 2017 |                 |